# Hardanger og Voss museum
Hardanger och Voss museum är en stiftelse som driver flera museum i Hordaland. Det sammanslagna museet bildades 2006 genom att man bildade en paraplyorganisation för flera separata museum.
Bland annat driver och sköter man om följande  museum:
- Granvin bygdatun, Granvin
- Hardanger Folkemuseum, Utne
- Agatunet, Aga
- Kunsthuset Kabuso, Øystese
- Kvam Bygdemuseum
- Voss Folkemuseum, Voss
- Hardanger Fartøyvernsenter, Norheimsund
- Ingebrigt Vik museum
- Skredhaugen, Lofthus
- Storeteigen bygdetun, Øystese
- Borgstova, Vikøy